# ليوناردو كارلوس فرنانديز
ليوناردو كارلوس فرنانديز (بالإسبانية: Leonardo Fernández)‏ هو مدرب كرة قدم ولاعب كرة قدم أرجنتيني، ولد في 16 مارس 1972 في روساريو في الأرجنتين. لعب مع نادي أتليتيكو ألدوسيفي.